# Prionoide
Prionoide es una proteína autorreplicante que está relacionada o que es similar a los priones. Se caracterizan por presentar propagación o transmisibilidad de una célula a otras dentro de un organismo multicelular, lo que la diferencia con un típico prion, en donde la propagación se da entre individuos. Es una proteína o un agregado de proteínas con un estado alterado de tipo priónico.

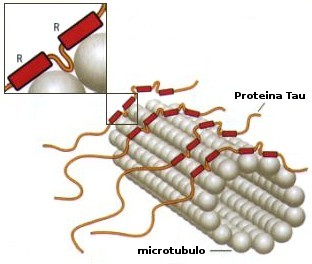
Proteína prionoide tau cohesionada a microtúbulos

Se ha encontrado por ejemplo, en la tauopatía, la cual es una afección neurodegenerativa vinculada a la agregación de la proteína Tau en el cerebro, por ejemplo, como en la enfermedad de Alzheimer, donde los agregados de Tau se forman en ovillos neurofibrilares. 
Además de Tau, otros ejemplos son la proteína amiloide A, superóxido dismutasa 1, PD0588, PD2532 y PD0584. Existe una creciente evidencia de que los comportamientos de las proteínas prionoides son un elemento central de las enfermedades neurodegenerativas (ND) que afectan a los humanos. Hay elementos comunes en la patogénesis, efectos patológicos y comportamientos proteicos entre la enfermedad de Alzheimer (EA), la enfermedad de Parkinson (EP), la enfermedad de Huntington (HD) y la esclerosis lateral amiotrófica (ELA); afectando no solo neuronas sino células gliales y procesos.